# Soledad Ortega Spottorno
Soledad Ortega Spottorno (Madrid, 1914 – ibídem, 19 de novembre de 2007) va ser una intel·lectual espanyola. Filla del filòsof José Ortega y Gasset i Rosa Spottorno Topete, va ser impulsora d'una gran nombre de projectes culturals, entre els quals es troba la creació de la Fundación José Ortega y Gasset.

## Biografia
Llicenciada en Filosofia i Lletres per la Universitat de Madrid en 1936, en la secció Història Medieval, amb l'inici de la Guerra Civil espanyola es va traslladar a viure a París, fent viatges posteriors durant els dos següents anys als Països Baixos i Anglaterra, on va ser professora de Literatura Hispànica. Entre 1939 i 1940 va viure a Buenos Aires per tornar finalment a Madrid. Allí va fundar l'Acadèmia de Preparació per als Estudis Pre-Universitaris Aula Nueva, sent professora de Geografia i Història fins a 1942. Va exercir la docència fins a 1956. Des de llavors i fins a 1977 va treballar en la Revista de Occidente que fundés el seu pare. Durant aquests anys, es va dedicar també a ordenar l'arxiu de José Ortega y Gasset, i va presidir de forma activa l'Asociación Española de Mujeres Universitarias.
En 1978 va concebre la Fundació José Ortega y Gasset, organitzant una filial d'ella a Argentina en 1988 i sent presidenta seva fins a 1993. Va dirigir la Revista de Occidente des de 1980 i va presidir l'Instituto Universitario de Investigación Ortega y Gasset des de 1980, localitzat en la mateixa Residencia de Señoritas en la qual ella va viure durant els seus estudis.

## Obres
Va escriure diversos llibres al llarg de la seva vida, entre els quals s'expliquen:
- Cartas a Galdós (Madrid, 1964)
- Imágenes de una vida (Madrid, 1983)
- Cartas de un joven español (1991).